# 1914 en musique classique
| \| • Retour à la chronologie générale de la musique classique • \| |
| Grèce • Rome • Haut Moyen Âge • VIIIe siècle • IXe siècle • Xe siècle • XIe siècle XIIe siècle • XIIIe siècle • XIVe siècle • XVe siècle • XVIe siècle • XVIIe siècle XVIIIe siècle • XIXe siècle • XXe siècle • XXIe siècle |
| • Retour à la chronologie générale de la musique classique • |

| Années en musique classique : 1911 - 1912 - 1913 - 1914 - 1915 - 1916 - 1917    |
| Décennies en musique classique : 1880 - 1890 - 1900 - 1910 - 1920 - 1930 - 1940 |

## Événements

### Créations
- 1er janvier : Le monopole de Bayreuth sur Parsifal prend fin. Plusieurs salles d'opéra montent l'œuvre, dont le Grand théâtre du Liceu à Barcelone, où le début de la représentation a lieu le 31 décembre 1913 à 22h30.
- 4 janvier : Parsifal, opéra de Richard Wagner créé à Paris.
- 14 janvier : Trois poèmes de Mallarmé de Maurice Ravel, créés par Rose Féart sous la direction de D.-E. Inghelbrecht.
- janvier : Le Roi des Juifs, musique de scène d'Alexandre Glazounov, créée à l'Hermitage.
- 6 février : la Symphonie no 4, de Felix Draeseke, créée à Dresde par Hermann Kutschbach.
- 10 février : Abisso, opéra d'Antonio Smareglia, créé à la Scala de Milan sous la direction de Tullio Serafin.
- 19 février : Francesca da Rimini, opéra de Riccardo Zandonai, créé à Turin.
- 23 février : Cléopâtre, opéra de Jules Massenet, créé à Monte-Carlo sous la direction de Léon Jehin.
- 21 mars : Béatrice, opéra d’André Messager, créé à Monte-Carlo.
- 21 mars : Trois poèmes de Stéphane Mallarmé, de Claude Debussy, créés à la salle Gaveau par Ninon Vallin (soprano) et le compositeur au piano.
- 14 mai : La Légende de Joseph, ballet de Vaslav Nijinski (chorégraphie) et Richard Strauss (musique), créé à l'Opéra de Paris.
- 15 mai : Mârouf, savetier du Caire, opéra-comique d’Henri Rabaud, créé à l'Opéra-Comique.
- 16 mai :  Symphonie no 4, d’Albéric Magnard, créée officiellement sous la direction de Rhené-Baton (après une première exécution).
- 26 mai : Le Rossignol, opéra d’Igor Stravinsky.
- 10 octobre : Margot, opéra de Joaquín Turina, créé à Madrid.
- 27 décembre : première exécution intégrale de la Neuvième Symphonie de Ludwig van Beethoven sous la direction de Georges Enesco à Bucarest.

Date indéterminée
- Composition par Max Reger du motet Der Mensch lebt und bestehet.

### Autres
- Fondation de l'Orchestre symphonique de Détroit.

## Naissances

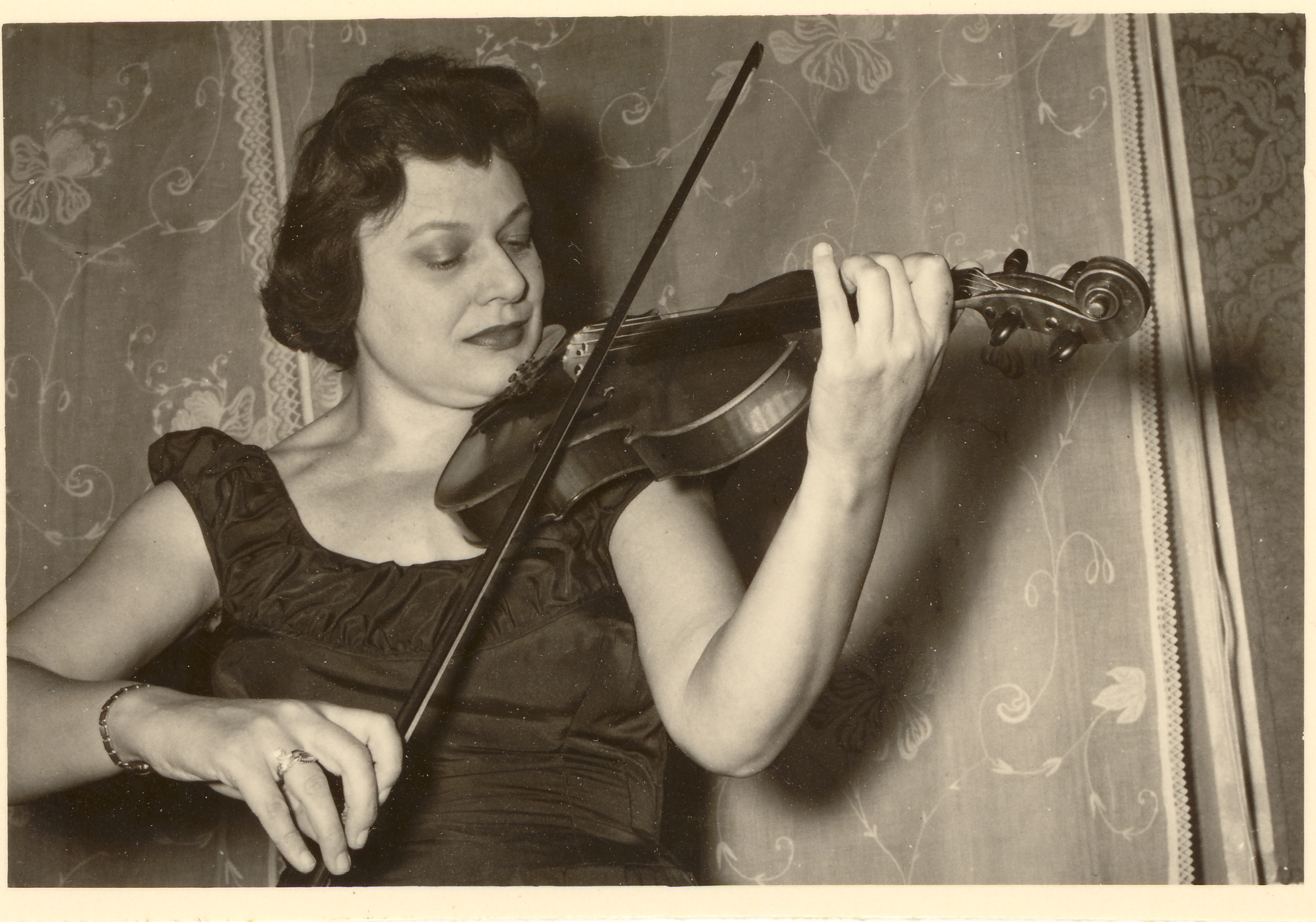
Pina Carmirelli

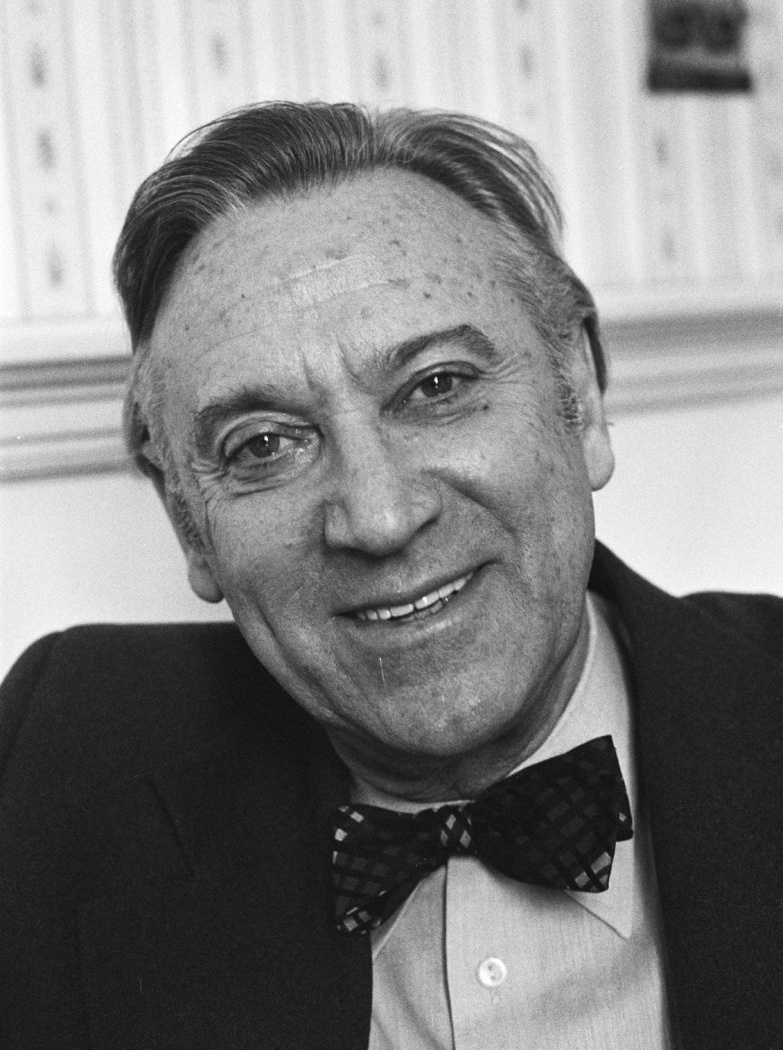
Kirill Kondrachine

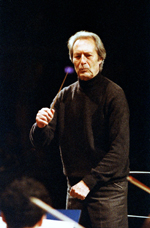
Carlo Maria Giulini

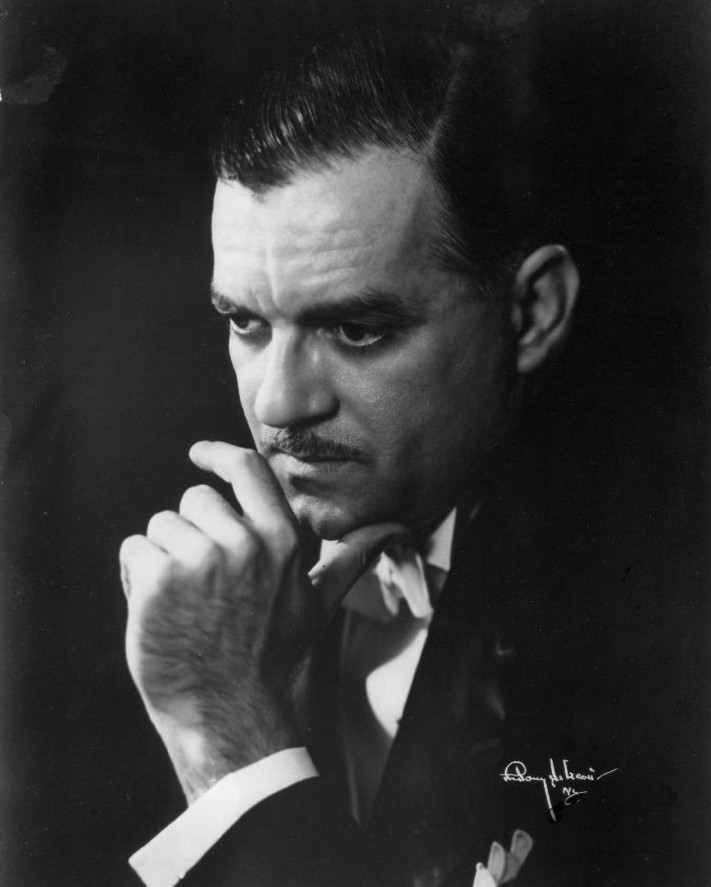
Jorge Bolet

- 1er janvier : Edith Picht-Axenfeld, pianiste et claveciniste allemande († 19 avril 2001).
- 15 janvier : Kiyoshige Koyama, compositeur japonais († 6 juin 2009).
- 23 janvier :
  - Jean Bauer, luthier français († 30 mai 2005).
  - Pina Carmirelli, violoniste italienne († 26 février 1993).
- 25 janvier : Josée Vigneron-Ramackers, compositrice, professeur de musique et chef d'orchestre belge.  († 30 août 2002).
- 8 février : Giacinto Prandelli, ténor d'opéra italien († 14 juin 2010).
- 21 février : Alfons Ott, musicologue allemand († 12 novembre 1976).
- 24 février : Ricardo Odnoposoff, violoniste austro-américain d'origine argentine († 26 octobre 2004).
- 26 février : Witold Rowicki, chef d'orchestre polonais († 1er octobre 1989).
- 6 mars : Kirill Kondrachine, chef d'orchestre russe († 7 mars 1981).
- 11 mars : William Lloyd Webber, organiste et compositeur anglais († 29 octobre 1982).
- 21 mars : Paul Tortelier, violoncelliste français († 18 décembre 1990).
- 28 mars : Clara Petrella, soprano italienne († 19 novembre 1987).
- 1er avril : Carlo Van Neste, violoniste belge († 12 juillet 1992).
- 7 avril : Madeleine Malraux, pianiste française († 10 janvier 2014).
- 14 avril : Jiří Reinberger, organiste et compositeur tchèque († 28 mai 1977).
- 17 avril : Janine Micheau, cantatrice française († 18 octobre 1976).
- 2 mai : Kurt Wöss, chef d'orchestre et musicologue autrichien († 4 décembre 1987).
- 9 mai : Carlo Maria Giulini, chef d'orchestre italien († 14 juin 2005).
- 15 mai : Pierre Froidebise, organiste et compositeur belge († 28 octobre 1962).
- 17 mai : Guido Masanetz, directeur musical, compositeur et chef d'orchestre allemand († 5 novembre 2015).
- 18 mai : 
  - Boris Christoff, chanteur d'opéra bulgare († 28 juin 1993).
  - Cacilda Borges Barbosa, pianiste, chef d'orchestre et compositrice brésilienne († 6 août 2010).
- 24 mai : Giuseppe Valdengo, baryton italien († 3 octobre 2007).
- 31 mai : Akira Ifukube, compositeur japonais († 8 février 2006).
- 16 juin : Colette Maze, pianiste française († 19 novembre 2023).
- 26 juin : Wolfgang Windgassen, ténor allemand († 8 septembre 1974).
- 29 juin : Rafael Kubelík, chef d'orchestre tchèque, naturalisé suisse († 11 août 1996).
- 5 juillet : Annie Fischer, pianiste hongroise († 10 avril 1995).
- 19 juillet : Josef Páleníček, pianiste et compositeur tchèque († 7 mars 1991).
- 20 juillet : Hermann Uhde, baryton wagnérien allemand († 10 octobre 1965).
- 24 juillet : Riccardo Malipiero, pianiste et compositeur italien († 27 novembre 2003).
- 31 juillet :
  - Isolde Ahlgrimm, claveciniste autrichienne († 11 octobre 1995).
  - Ferenc Fricsay, chef d'orchestre hongrois († 20 février 1963).
- 5 août : Stjepan Šulek, compositeur et chef d'orchestre croate († 16 janvier 1986).
- 10 août : Witold Małcużyński, pianiste polonais († 17 juillet 1977).
- 19 août : Fumio Hayasaka, compositeur japonais († 15 octobre 1955).
- 6 septembre : Ruth Posselt, violoniste et pédagogue américaine († 19 février 2007).
- 8 septembre : Lionel Salter, claveciniste, pianiste, chef d'orchestre et critique musical britannique († 1er mars 2000).
- 24 septembre : Andrzej Panufnik, compositeur et chef d'orchestre polonais († 27 octobre 1991).
- 27 septembre : Yvonne Lephay-Belthoise, violoniste française († 17 novembre 2011).
- 10 octobre : Arvīds Jansons, chef d'orchestre letton († 21 novembre 1984).
- 30 octobre : Marius Flothuis, compositeur, musicologue et critique musical néerlandais († 13 novembre 2001).
- 5 novembre : Jan van der Waart, compositeur, chef d'orchestre et musicothérapeute néerlandais.
- 15 novembre : Jorge Bolet, pianiste cubain († 16 octobre 1990).
- 20 novembre : Jean-Pierre Grenier, réalisateur, acteur et scénariste français († 21 février 2000).
- 3 décembre : Irving Fine, compositeur américain († 23 août 1962).
- 14 décembre : Rosalyn Tureck, pianiste et claveciniste américaine († 17 juillet 2003).
- 17 décembre : Antoine Reboulot, organiste, pianiste, improvisateur, conférencier, professeur et compositeur d'origine française, naturalisé canadien († 11 juillet 2002).
- 23 décembre : Dezider Kardoš, compositeur et pédagogue slovaque († 18 mars 1991).

Date indéterminée
- Georges Coutelen, clarinettiste classique français († 1987).
- Suzanne Joly, pianiste et compositrice française († 2012).

## Décès

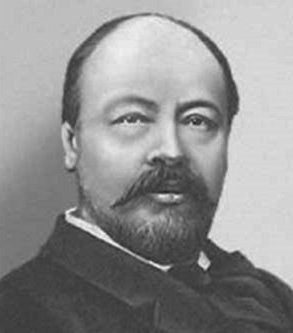
Anatoli Liadov

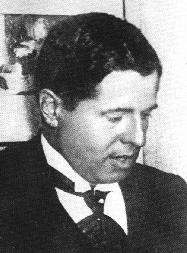
Albéric Magnard

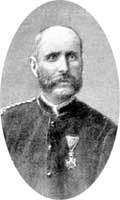
Davorin Jenko

- 3 janvier : Raoul Pugno, compositeur et pianiste français (° 23 juin 1852).
- 5 janvier : Siegfried Langgaard, compositeur, pianiste, professeur et philosophe danois (° 13 juillet 1852).
- 1er mars : Tor Aulin, violoniste, chef d'orchestre et compositeur suédois (° 10 septembre 1866).
- 2 mars : Marie Trélat, mezzo-soprano française (° 17 avril 1834).
- 9 avril : Stevan Stojanović Mokranjac, chef d'orchestre, pédagogue, compositeur serbe (° 9 janvier 1856).
- 10 mai :
  - Lillian Nordica, soprano américaine (° 12 décembre 1857).
  - Ernst von Schuch, chef d'orchestre autrichien (° 23 novembre 1846).
- 9 juin : Johann Sobeck, clarinettiste et compositeur allemand (° 30 avril 1831).
- 1er août : Gabriel Dupont, compositeur français (° 1er mars 1878).
- 4 août : Ernest Reuchsel, organiste, professeur de musique et compositeur français (° 14 avril 1838).
- 7 août : Bolesław Dembiński, compositeur et organiste polonais (° 9 mai 1833).
- 12 août : Pol Plançon, artiste lyrique français (° 12 juin 1851).
- 24 août : Joseph de Marliave, musicologue français (° 16 novembre 1873).
- 28 août : Anatoli Liadov, compositeur russe (° 11 mai 1855).
- 3 septembre : Albéric Magnard, compositeur français (° 9 juin 1865).
- 7 septembre : Georges Kriéger, compositeur et organiste français (° 9 novembre 1885).
- 19 octobre : Charlotte Rollé-Jacques, compositrice française (° 31 janvier 1835).
- 22 octobre : Charles Wilfrid de Bériot, pianiste et compositeur français (° 12 février 1833).
- 28 octobre : 
  - Jean Bellon, éditeur de musique, parolier et dramaturge français (° 3 juin 1867).
  - Richard Heuberger, compositeur autrichien (° 18 juin 1850).
- 9 novembre : Jean-Baptiste Faure, baryton français (° 15 janvier 1830).
- 14 novembre : André Devaere, compositeur et pianiste belge (° 27 août 1890).
- 25 novembre : Davorin Jenko, compositeur et chef d'orchestre slovène (° 9 novembre 1835).
- 14 décembre : Giovanni Sgambati, pianiste, compositeur, chef d'orchestre et pédagogue italien (° 28 mai 1841).

Date indéterminée
- Karl Navrátil, compositeur et professeur de contrepoint et de composition (° 1836).